# دریاچه اواچیتا
دریاچه اواچیتا (به انگلیسی: Lake Ouachita) یکی از دریاچه‌های واقع در آمریکای شمالی است که در ایالات متحده آمریکا در آرکنسا قرار گرفته است.
جنگل ملی اواچیتا در مجاورت این دریاچه قرار دارد.